# فشارنگار

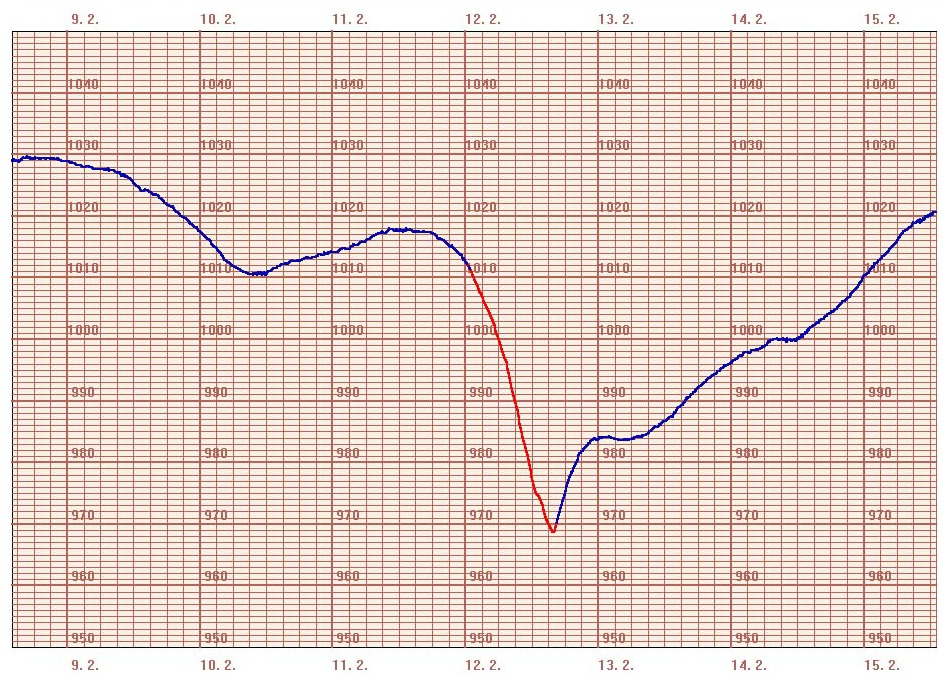
فشارنگاشت طوفان شدید سال ۲۰۰۵ در شمال آلمان

فشارنگار (به انگلیسی: Barogram) وسیله‌ای است برای ثبت مداوم فشار جوی.

## نگارخانه
|  |  |  |  |